# Baqtııaar Zaınýtdınov
Baqtııaar Batyrjanuly Zaınýtdınov (in kazako Бақтияр Батыржанұлы Зайнутдинов?; Taraz, 2 aprile 1998) è un calciatore kazako, centrocampista della Dinamo Mosca e della nazionale kazaka.

## Palmarès

### Competizioni nazionali
- Supercoppa del Kazakistan: 1

Astana: 2018
- Campionato kazako: 1

Astana: 2018
- Coppa di Russia: 1

CSKA Mosca: 2022-2023
- Coppa di Turchia: 1

Beşiktaş: 2023-2024
- Supercoppa di Turchia: 1

Beşiktaş: 2024